# Settle Down
Singles de No Doubt
Bathwater (Invincible Overlord Remix) (en)
(2004) Looking Hot
(2012)
Settle Down est une chanson du groupe de rock américain No Doubt. C'est le premier single de leur sixième album studio Push and Shove (2012). Écrit par Gwen Stefani, Tony Kanal, Tom Dumont, et produit par Spike Stent, il est sorti le 16 juillet 2012 sous le label Interscope Records. La chanson est une combinaison de plusieurs genres, dont le reggae, le ska, le dancehall et la musique pop rock américaine. Les paroles de la chanson expriment la confiance en soi, le fait de se sentir bien et de s'adapter lors de circonstances difficiles.
La chanson est reçue positivement par les critiques musicaux, qui font l'éloge du groupe pour leur retour et pour être en accord avec leurs chansons précédentes. Quelques critiques écrivent que la chanson s'assimile à celles de leur cinquième album Rock Steady, en particulier la chanson Hey Baby. D'autres la comparent aux chansons de Santigold.
Le clip vidéo de la chanson est réalisé par Sophie Muller et paraît le 16 juillet 2012. Dans celui-ci, on découvre les membres du groupe rassemblés dans une sorte de convoi de camions, qui se retrouvent pour performer la chanson dans un parking. Le clip est plutôt bien reçu, les critiques ayant apprécié les couleurs, les lumières et le fait que le groupe travaille à nouveau sur des vidéos.

## Contexte et sorties
Après le succès de leur cinquième album studio Rock Steady (2001) , No Doubt fait une pause, chaque membre souhaitant passer du temps avec sa famille avant de commencer à compiler "The Singles 1992-2003" qui regroupe les plus grands succès du groupe parmi leurs albums précédents . La raison principale de cette pause est que, plus tôt en 2003, la chanteuse du groupe Gwen Stefani avait commencé à travailler sur son projet musical inspiré des années 1980 et sort respectivement en 2004 et 2006 deux albums solos, Love. Angel. Music. Baby. et The Sweet Escape Cependant, elle et les membres du groupe assurent aux fans que le groupe continuera sa lancée musicale, notamment en 2009 où ils partent en tournée dans plus de 50 villes nord-américaines.
Le groupe commence à travailler sur l'album en mars 2008, après la fin de la tournée du second album solo The Sweet Escape de Gwen Stefani. L'écriture des chansons prend un départ lent parce que la chanteuse est distraite par sa deuxième grossesse. Cependant, stimulé par le fait d'être à nouveau au complet depuis 2001, le groupe décide de faire une pause dans les enregistrements pour partir en tournée qui sera couronnée de succès en 2009
No Doubt se retrouve ensuite dans le studio personnel du bassiste Tony Kanal à Hollywood et passe la majeure partie de l'année 2010 à écrire et travailler soigneusement plusieurs démos. En janvier 2011, le guitariste Tom Dupont publie deux messages à destinations des fans, informant que le groupe part vers le studio Santa Monica, appartenant au producteur Mark "Spike" Stent, avec lequel ils avaient déjà collaboré à l'époque de leur album Rock Steady
Rolling Stone visite le studio de Stent et annonce plusieurs chansons sur lesquelles le groupe travaille. Parmi les 12 titres dévoilés à ce moment, le magazine porte une attention toute particulière à Settle Down, le qualifiant de « son reggae prêt pour la party » et à "One More Summer", qui revisite la ska-pop du groupe avec des beats de dance et un refrain accrocheur".
Un mois après la visite du magazine, en juillet 2011, le groupe fait équipe dans le studio avec Major Lazer, le nom d'enregistrement pour les producteurs de dance et de hip-hop Diplo et Switch. Le groupe avait déjà travaillé avec le duo pour une piste nommée Push and Shove, qui a donné son nom à l'album. À ce moment, le batteur Adrian Young déclare qu'il espère que la musique paraisse pendant l'automne 2011. Cependant, le groupe choisit plutôt de ne pas précipiter la sortie de Push and Shove et la repousse à 2012. En avril, No Doubt annonce sur le réseau social twitter que l'album est prêt à la publication. Dans sa déclaration, le groupe précise qu'ils tourneraient des vidéos et se présenteraient en live pour jouer de nouvelles chansons.
En mai 2012, le groupe laisse un aperçu de la chanson Push and Shove dans leur premier webisode studio. Enfin, le 11 juin 2012, le groupe annonce le titre de leur sixième album studio "Push and Shove" ainsi que sa date de sortie, le 25 septembre. Ils dévoilent également le nom du premier single, "Settle Down" - et déclarent qu'il sera diffusé sur les ondes dès le 16 juillet 2012 .

## Composition et paroles
Settle Down est écrit par Gwen Stefani, Tony Kanal et Tom Dumont. La production est assurée par Spike Stent . Il dure 6 minutes et 1 seconde, mais les radios éditent le titre de façon qu'il ne dure plus que 3 minutes et 36 secondes. L'introduction de "Settle Down" se situe dans un Moyen-Orient teinté par un son ambiant de foule et de bruits de rue, avant de se lancer dans un son plus électronique et reggae, qui est habituel au groupe. La chanson est d'influence reggae, dance, construite sur un rythme dancehall et met en valeur les musiques latines et des Caraïbes. Le tout fusionne avec la pop et le rock américain.
Dans les paroles de Settle Down, Gwen Stefani déclare qu'elle doit s'adapter à des circonstances hostiles mais que ça va bien se passer ,,. Stefani encourage une attitude positive
qui est spécifique au reggae.

## Accueil critique
La chanson est généralement bien reçue par les critiques musicaux. Bill Lamb de About.com donne 4,5 étoiles sur 5. 

## Performance dans les hit-parades
"Settle Down" connaît un succès modéré dans les charts. En Nouvelle-Zélande, la chanson se place 36e le 30 juillet 2012. Après avoir chuté à la 39e place, elle regagne la 36e pour la troisième fois. Le 3 septembre 2012, la chanson atteint la 34e place.
En Autriche, "Settle Down" débute à la 28e place sur le classement Ö3 Austria Top 75, le 7 septembre 2012. Durant sa deuxième semaine, la chanson atteint la 19e place, et durant sa troisième, la 17e. Cependant, la chanson se replace 19e pendant la quatrième semaine. Le 5 octobre 2012, elle atteint la 13e place.
Aux États-Unis, la chanson connaît également un succès limité. Elle se place tout d'abord à la 34e place sur le classement Billboard Hot 100 (87 000 copies vendues), ce qui l'amène à la 13e place sur le classement Hot Digital Songs . Elle débute aussi à la 65e place sur le classement Radio Songs avec 18 millions de diffusions. Cependant, la chanson atteint la 57e place durant sa deuxième semaine dans le Hot 100, devenant ainsi la "plus grosse chute libre". Après avoir chuté à la 58e, la chanson regagne trois place et arrive à la 55e. Au Canada, "Settle Down" rencontre plus de succès et débute à la 24e place du Canadian Hot 100 le 4 août 2012. La chanson évolue dans le classement jusqu'à la 23e place, le 8 septembre 2012.

## Vidéoclip
Le clip officiel de la chanson est diffusé pour la première fois le 16 juillet 2012 sur E! News,. Il est réalisé par Sophie Muller, qui avait déjà travaillé avec No Doubt pour les vidéoclips de "Don't Speak", "Simple Kind of Life", "Bathwater" et "Underneath It All",. Dans le clip, chaque membre du groupe conduit un camion décoré, partout dans le monde. Ils se rencontrent sur un parking et font un show pour leurs familles, amis et fans, durant lequel ils chantent la chanson. Il y a également de la danse.

### Réception
La vidéo est bien accueillie par la plupart des critiques. James Montgomery, de la chaîne MTV News, déclare "Cette vidéo est une collection cinétique de brillance, de lumières clignotantes, et bien sûr de quelques éblouissants pas de danse. Réalisé par Sophie Muller - qui a travaillé avec le groupe dans le passé - il est le digne successeur de ses clips, même s'il fait davantage penser à des choses comme "Hey Baby" ou "Hella Good"… il est donc transpirant, sexy et conquérant, pour ne pas dire : très amusant. No Doubt revient avec une nouvelle vidéo sympathique et énergisante, et vraiment, c'est ce que tous les fans auraient pu demander". Sophie A. Schillaci, du magazine Hollywood Reporter, dit : "La vidéo déborde de graphismes colorés, de mode sauvage et de cabrioles extravagantes, avec Stefani qui saute, donne des coups de pied, fait la fête et applique du rouge à lèvres". Crystal Bell du Huffington Post a les larmes aux yeux pendant la première vidéo de la décennie du groupe : "Les retrouvailles qui surviennent à 1 minute et 30 secondes sont particulièrement mémorables ; Stefani, Tom Dumont, Tony Kanal et Adrian Young sont réunis dans la joie. C'est un moment qui fait chaud au cœur et qui émouvra même un peu les rockers les plus solides". Becky Bain, de l'Idolator, résume : "Dans l'ensemble, il est bon d'avoir le gang à nouveau au complet !"

## Promotion
Le groupe joue la chanson aux Teen Choice Awards, dans l'émission Late Night with Jimmy Fallon et lors des concerts d'été de Good Morning America, en juillet 2012.

## Liste des éditions
- Téléchargement numérique[29]

1. "Settle Down" - 6:01

- Remixes EP[30]

1. "Settle Down" - 6:01
2. "Settle Down (Jonas Quaint Remix)" - 4:33
3. "Settle Down (Anthony Gorry Remix)" - 7:32
4. "Settle Down (Stephen Hilton Remix)" - 6:23

- Remixes

1. "Settle Down (Major Lazer Remix)" - 4:54
2. "Settle Down (So Shifty Remix)" - 3:52

## Classement hebdomadaire
| Classement (2012)                    | Meilleure position |
| ------------------------------------ | ------------------ |
| Australie (ARIA)                     | 41                 |
| Autriche (Ö3 Austria Top 40)         | 13                 |
| Belgique (Flandre Ultratip 100)      | 18                 |
| Canada (Canadian Hot 100)            | 23                 |
| France (SNEP)                        | 163                |
| Allemagne (Media Control AG)         | 24                 |
| Honduras (Honduras Top 50)           | 44                 |
| Irlande (IRMA)                       | 60                 |
| Japon (Japan Hot 100)                | 28                 |
| Liban (The Official Lebanese Top 20) | 9                  |
| Pays-Bas (Mega Single Top 100)       | 69                 |
| Nouvelle-Zélande (RMNZ)              | 36                 |
| Slovaquie (IFPI Rádio)               | 68                 |
| Suisse (Schweizer Hitparade)         | 48                 |
| UK Singles (Official Charts Company) | 85                 |
| US Billboard Hot 100                 | 34                 |
| US Pop Songs (Billboard)             | 19                 |
| US Rock Songs (Billboard)            | 19                 |
| US Alternative Songs (Billboard)     | 19                 |
| US Adult Pop Songs (Billboard)       | 14                 |
| US Adult Contemporary (Billboard)    | 28                 |
| Venezuela Top 100 (Record Report)    | 88                 |

## Historique des sorties
| Pays               | Date              | Format                   |
| ------------------ | ----------------- | ------------------------ |
| États-Unis         | 16 juillet 2012   | Téléchargement numérique |
| Australie          | 17 juillet 2012   | Téléchargement numérique |
| Brésil             | 17 juillet 2012   | Téléchargement numérique |
| République Tchèque | 17 juillet 2012   | Téléchargement numérique |
| Nouvelle-Zélande   | 17 juillet 2012   | Téléchargement numérique |
| Portugal           | 17 juillet 2012   | Téléchargement numérique |
| Royaume-Uni        | 24 septembre 2012 | Téléchargement numérique |
| Allemagne          | 17 août 2012      | CD Single                |